# إيلينا سيميكينا
إيلينا سيميكينا (من مواليد 8 سبتمبر 1983) ممثلة روسية كندية ومنتجة تنفيذية وحاملة لقب ملكة جمال. توجت سيميكينا بلقب ملكة جمال كندا للكون 2010 في تورونتو ، أونتاريو ، في 14 يونيو 2010. مثلت كندا في مسابقة ملكة جمال الكون 2010 التي أقيمت في لاس فيغاس ، نيفادا ، الولايات المتحدة. في 23 أغسطس 2010.شاركت سيميكينا في إنتاج فيلم الطويل رجلنا في طهران الذي تم اقتباسه جزئيًا من كتاب الكاتب روبرت رايت عام 2010 «رجلنا في طهران». يوضح دور سفير كندا كينيث دي تيلور لدى إيران في السبعينيات ، في مساعدة ستة رهائن أميركيين على الهروب من إيران خلال أزمة الرهائن الإيرانية 1979، والذي عُرض لأول مرة في مهرجان تورونتو السينمائي الدولي عام 2013.

## روابط خارجية
- إيلينا سيميكينا في قاعدة بيانات الأفلام على الإنترنت

| سبقه سامانثا تاجيك | ملكة جمال الكون كندا 2010 | تبعه تشيلسي دوروشر |